# Adrián Percaz
Adrián Percaz (Villalonga; 3 de febrero de 1986) es un piloto de automovilismo argentino. Fue campeón en dos ocasiones de la Clase 2 del Turismo Nacional. Hijo del expiloto y campeón Néstor Percaz.

## Biografía

### Inicios
En el año 1997 comenzó su experiencia en el deporte motor corriendo en karting obteniendo tres campeonatos, lo cual fue una buena base para ingresar al Gran Turismo de la Comarca, en donde ganó dos títulos conduciendo un Fiat 128.
Su ingreso al automovilismo nacional surgió a mediados de 2003 conduciendo un Ford Escort de Clase 2 de Turismo Nacional en el Autódromo Hermanos Emiliozzi (Olavarría), y un año más tarde logró vencer por primera vez en la categoría. En 2009 debutó en Clase 3 y un año más tarde regresó a Clase 2, obteniendo el 12 de diciembre de 2010 el Campeonato Argentino conduciendo un Peugeot 206. Continuó en los años siguientes su participación en Clase Dos conduciendo un Peugeot 207, destacándose el tercer puesto en el Campeonato Argentino 2014 ganado por Hanna Abdallah.
En 2015 continuó compitiendo en Clase 2, donde se consagró campeón nuevamente. Desde la temporada 2016 corre en la Clase 3 con un Ford Focus de su propio equipo.